# Выдающиеся звери
«Выдающиеся звери» (яп. ビースターズ Би:сута:дзу, Beastars) — манга авторства Пару Итагаки, выходившая в журнале Weekly Shōnen Champion с 8 сентября 2016 года по 8 октября 2020 года. Всего было издано 22 танкобона. История происходит в мире современных, цивилизованных, антропоморфных животных с культурным разрывом между плотоядными и травоядными.
Манга выиграла множество наград, в том числе стала первым произведением из выпускаемых издательством Akita Shoten, удостоившимся награды Манга Тайсё. Премьера экранизации аниме-сериала от Orange состоялась 8 октября 2019 года на телеканале Fuji TV в блоке +Ultra. Второй сезон транслировался с 7 января по 25 марта 2021 года. За пределами Японии сериал также лицензирован Netflix: первый сезон стал доступен в марте 2020, второй — в январе 2021 года. На данный момент выпуск третьего и последнего сезона запланирован на 2024 год.
Министерство информации Республики Беларусь внесло мангу "Выдающиеся звери" на своем сайте в «список печатных изданий, содержащих информационные сообщения и (или) материалы, распространение которых способно нанести вред национальным интересам Республики Беларусь». Таким образом, серия была признана экстремистскими материалами и запрещена к распространению в свободной продаже.

## Сюжет
История происходит в мире цивилизованных антропоморфных животных, в котором есть культурное деление на хищников и травоядных. Название серии дано от существующего в мире произведения ранга «выдающийся зверь», описывающего персонажа, наделенного талантом, известностью и делающего много полезного для общества.
Главный герой истории — большой серый волк Легоши, тихий и робкий ученик Черритонской школы, живущий в общежитии для хищников, также состоящий в школьном театральном кружке, где он помогает в качестве рабочего сцены. Однажды ночью погибает и оказывается съеден альпака Тэм, что приводит к подозрениям и напряжению между хищниками и травоядными учениками в школе. В то же время Легоши знакомится с карликовой зайчихой Хару, между которыми начинают развиваться сложные отношения.

## Персонажи
- Легоши (яп. レゴシ Рэгоси) — высокий серый волк, довольно смирный, несмотря на его устрашающий вид. Он старается подавить в себе хищные черты, чтобы подружиться с травоядными, но его чувства только еще больше запутываются после встречи с Хару. Легоши решает сам расследовать убийство Тэма, чтобы узнать правду о случившемся. Сэйю: Тикахиро Кобаяси
- Луи (яп. ルイ Руи) — благородный олень, глава театрального кружка. Гордый и уверенный в себе он мечтает стать следующим выдающимся зверем. Склонен смотреть свысока на окружающих, даже будучи травоядным, окруженным хищниками. Обычно горазд плести интриги, но с развитием истории демонстрирует и положительные качества. У него был роман с Хару. Сэйю: Юки Оно
- Хару (яп. ハル Хару) — нидерландский карликовый кролик, единственный член садоводческого клуба школы, изгой школы из-за своей сексуальной «неразборчивости». Как карликовый кролик, часто сталкивается с тем, что другие считают ее беспомощной и беззащитной, но она хочет, чтобы ее ценили как личность. Хару старается держать других на расстоянии. Сэйю: Саяка Сэмбонги
- Джуно (яп. ジュノ Дзюно) — высокая серая волчица, является членом театрального кружка. Ее идеал — это пара того же рода. Сэйю: Ацуми Танэдзаки
- Джек (яп. ジャック Дзякку) — лабрадор-ретривер, сосед по комнате и лучший друг Легоши. Учится во втором классе старшей школы. Сэйю: Дзюнъя Эноки

## Медиа

### Манга
Манга выходила в еженедельном журнале Weekly Shōnen Champion издательства Akita Shoten с 8 сентября 2016. 8 октября 2020 года вышла последняя 196 глава манги.
К апрелю 2018 года было напечатано 1,3 млн копий манги.
28 января 2021 года издательская группа АСТ/Реанимедия объявила о покупке лицензии на мангу и планах на издание её в танкобонах по два тома в одной книге на русском языке.
| - 1. «Полнолуние: время знакомиться» (яп. 満月なのでご紹介します Mangetsu na no de goshōkai shimasu, "Introduction upon the Full Moon") - 2. «Парни гладят против шерсти» (яп. 少年たちの逆撫で Shōnen-tachi no sakanade, "To Stroke One's Fur the Wrong Way") - 3. «Тревожный звонок в тумане» (яп. 霧の中の警鐘 Kiri no naka no keishō, "A Disturbance in the Mist") - 4. «Скверный день даже по кроличьим меркам» (яп. ウサギ史上でもかなり悪い日 Usagi-shijō de mo kanari warui hi, "A Moderately Bad Day Even for a Bunny Rabbit") | - 5. «А вот и мы» (яп. ねぇ僕らだよ Nē boku-ra da yo, "Hey, It's Us") - 6. «Звериная звезда первой величины» (яп. ケモノたちの一等星 Kemono-tachi no ittō-sei, "A Star Among Beasts") - 7. «Заповедник сотого уровня» (яп. 禁猟区レベル１００ Kinryō-ku reberu hyaku, "Wildlife Sanctuary Level 100") |

| - 8. «Вздохи крёстной матери» (яп. ゴッドマザーのため息 Goddomazā no tameiki, "The Godmother Sighs") - 9. «Ветер крепчает (там, где это незаметно)» (яп. 風立ちぬ（ただし見えない所で） Kaze tachinu (Tadashi mienai tokoro de), "The Wind Rises (Behind Closed Doors)") - 10. «Секреты хранят за кулисами» (яп. プライバシーは舞台裏に Puraibashī wa butaiura ni, "Privacy Offstage") - 11. «Стеклом по десне» (яп. 歯茎にガラス Haguki ni garasu, "Like Glass on Your Gums") - 12. «Ослепительный тиран» (яп. まぶしき独裁 Mabushiki dokusai, "A Radiant Despot") | - 13. «Полосы инь и ян» (яп. 陰と陽、シマシマ In to yō, shimashima, "Yin-Yang Stripes") - 14. «Запах Святого Грааля» (яп. 聖杯の匂い Seihai no nioi, "The Scent of the Holy Grail") - 15. «Тёплый символ братства» (яп. 仲間の証、温かく Nakama no akashi, atatakaku, "Warm Proof of Kinship") - 16. «Опаляющая кара» (яп. 君を焦がす制歳 Kimi wo kogasu seisai, "Burning Retribution") |

| - 17. «Синдром выученной беспомощности» (яп. 遠吠えのイヤイヤ症候群 Tōboe no iya-iya shōkōgun, "Howl Reluctance Syndrome") - 18. «Летний фестиваль зверей» (яп. 獣の盆、彼らが夏 Kemono no bon, kare-ra ga natsu, "The Beasts' Summer Festival of the Meteor") - 19. «Твой лай, твоё имя» (яп. ガウガウ君の名は Gau-gau kimi no na wa, "Bow Wow Your Name") - 20. «Клиент по соседству» (яп. 隣のクライアント Tonari no kuraianto, "The Customer Who Sits Next to Me") - 21. «Резонанс с внешним миром» (яп. 外界との共鳴 Gaikai to no kyōmei, "Resonance with the Outside World") | - 22. «В тени домов» (яп. 建ち並ぶビルの影 Tachinarabu biru no kage, "Together with Bill's Shadow") - 23. «Кубарем с лестницы взросления» (яп. おとなの階段に散る Otona no kaidan ni chiru, "Falling Down the Stairs of Adulthood") - 24. «Запечатлённая реальность» (яп. 現像されたリアルたち Genzō sareta Riaru-tachi, "Visualized Reality") - 25. «В глазах туман, всё ненавистно» (яп. 視界は滲むし全部嫌だ Shikai wa nijimushi zenbu iya da, "My Eyes Filled with Tears, My Heart Filled with Sorrow") |

| - 26. «Тот день с мистером Бэмби» (яп. あの日ミス夕ーバンビと Ano hi Misutā Banbi to, "That Day with Mister Bambi") - 27. «Смотри, мы идеальная пара» (яп. ジャストフィットを見てよ Jasutofitto wo mite yo, "How Clothes Should Fit") - 28. «Чувства яркой окраски» (яп. その感情、極彩色 Sono kanjō, gokusaishiki, "The Brilliance of Emotions") - 29. «Освежающий ветер подземки» (яп. 地下鉄の風はみずみずしい Chikatetsu no kaze wa mizumizushī, "Refreshing Wind from the Passing of a Metro Train") | - 30. «Железный укротитель» (яп. 鉄の猛獣使い Tetsu no mōjūdzukai, "An Animal Tamer with Nerves of Steel") - 31. «Светло-малиновые амбиции» (яп. 野望はショッキングピンク Yabō wa shokkingupinku, "Shocking Pink Ambition") - 32. «Тогда потуши свет» (яп. なら電気を消して Nara denki wo keshite, "Turn Off the Lights") - 33. «Клянусь, я поднимусь» (яп. 宣誓⋯上へまいります Sensei...-jō e mairimasu, "To Make a Solemn Vow") - 34. «Тайный телохранитель» (яп. ボディガードは神妙に Bodigādo wa shinmyō ni, "A Meek Bodyguard") |

| - 35. «Во имя «Физиологии вкуса»» (яп. 美味礼讃のため Bimiraisan no tame) - 36. «Что сочится сквозь сжатые в кулак пальцы» (яп. こぶしの縁に寄せて Kobushi no en ni yosete) - 37. «Вслед за тучами» (яп. 雨雲に引き連れられて Amagumo ni hikitsurerarete) - 38. «Белый мех на бумаге в линейку» (яп. 罫線に白い毛這わせて Keisen ni shiroi ke hawa sete) - 39. «Я хочу поймать тебя» (яп. 君を捕まえたい Kimi wo tsukamaetai) | - 40. «Опьянённый не чувствами, но запахом» (яп. 胸いっぱいより肺いっぱい Mune-ippai yori hai-ippai) - 41. «Крупный и преданный» (яп. 大型忠誠心 Ōgata chūsei kokoro) - 42. «Ты и я ночью, когда всё вкуснее» (яп. 味が濃い夜に僕ら2匹 Aji ga koi yoru ni boku-ra ni-biki) - 43. «Автоматический юноша» (яп. オートマチック青年 Ōtomachikku seinen) |

| - 44. «Застывшие в едва тёплом поту» (яп. 温い汗に固められ Nukui ase ni katamerare) - 45. «Чёрная дыра в обрамлении ресниц» (яп. 睫毛の奥のブラックホール Matsuge no oku no burakku hōru) - 46. «Доминация на контрасте» (яп. コントラストで支配せよ Kontorasuto de shihai seyo) - 47. «Одному лишь бризу ведомо» (яп. 潮風だけが知っている Shiokaze dake ga shitte iru) - 48. «Врассыпную под конец лета» (яп. 残暑 各々に散らばって Zansho onōno ni chirabatte) | - 49. «Дети, что нарушили традиции» (яп. 古代を飛び越せ子どもたち Kodai wo tobikose kodomo-tachi) - 50. «Пламенный Отелло» (яп. 炎のオセロ Honō no Osero) - 51. «Жизнь на вкус как свинец» (яп. 生命の味は重い鉛 Seimei no aji wa omoi namari) - 52. «Два опасных эгоиста» (яп. 危険なエゴイスト２匹 Kiken'na egoisuto ni-hiki) |

| - 53. «Загнанная крыса кусает кота» (яп. 強鼠なので猫を噛む Tsuyo nezumi na no de neko wo kamu) - 54. «Прислушайся к дымку» (яп. 細い煙に耳澄ませ Hosoi kemuri ni mimi sumase) - 55. «Ибо Ева съела яблоко» (яп. イブはリンゴを食べたから Ibu wa ringo wo tabeta kara) - 56. «Искушение от спасителя» (яп. 救世主の誘惑 Kyūseiju no yūwaku) - 57. «Сердца сблизились сами» (яп. ただ心臓が寄り添った Tada shinzō ga yori sotta) | - 58. «Капля молока в чёрном кофе» (яп. ブラックコーヒーにミルク垂れた Burakku kōhī ni miruku tareta) - 59. «Смысл жизни фанатика» (яп. 信徒の生き甲斐 Shinto no ikigai) - 60. «Глубинный мир филантропии» (яп. 博愛主義のディープワールド Hakuai shugi no dīpu wārudo) - 61. «Под луной ты становишься мотыльком» (яп. 月だ君は蛾になる Tsuki da kimi wa ga ni naru) |

| - 62. «Решимость отбеливается» (яп. 覚悟は漂白可能 Kakugo wa hyō hakuka nō) - 63. «Добавь масла и подожги!» (яп. 油をひいて火をつけろ！ Abura wo hīte hi wo tsukero!) - 64. «Танцовщица без пуантов» (яп. 踊り子にトウシューズはない Odoriko ni toushūzu wanai) - 65. «Ценность мнимых генов» (яп. 仮想遺伝子の値打ち Kasō idenshi no neuchi) | - 66. «Похороны под штормовым небом» (яп. 荒星の弔い Ara boshi no tomurai) - 67. «Разряд, проходящий по рядам клыков» (яп. 電流通う牙の列 Denryū kayou kiba no retsu) - 68. «Приветствие, холодные губы, пылающие руки» (яп. ご挨拶冷えた口元燃える手に Goaisatsu hieta kuchimoto moeru te ni) - 69. «Телефон из банок барахлит» (яп. 糸電話の回線乱れております Itodenwa no daisen midarete orimasu) - 70. «Колыбель цивилизации» (яп. 文明のゆりかご Bunmei no yuri kago) |

| - 71. «Очередной день из нашей жизни» (яп. 僕らの日々の中の１日 Boku-ra no hibi no naka no ichi-nichi) - 72. «Белое пламя опалит тебя» (яп. 白炎にヤケドするぜ Hakuen ni yakedo suru ze) - 73. «Породистый «волк»» (яп. 毛並みのよい"オオカミ" Kenami no yoi "ōkami") - 74. «Ты одинокий рыцарь» (яп. 君はぼっちのナイト Kimi wa botchi no naito) - 75. «Переведи стрелки своих часов назад» (яп. 君の振り子時計で巻き戻して Kimi no furiko dokei de maki modoshite) | - 76. «Рапсодия несбыточных желаний» (яп. ないものねだり狂想曲 Naimono nedari kyōsō kyoku) - 77. «Невинный охотник за мёдом» (яп. ハニーハントの純情 Hanīhanto no junjō) - 78. «Фруктовый сад без химикатов» (яп. 無農薬の果樹園 Mu nōyaku no kajuen) - 79. «Тайное рандеву с нижним бельём» (яп. ランジェリーの密会 Ranjerī no mikkai) |

| - 80. «Выбор с улыбкой» (яп. ほほえみの取捨選択 Hohoemi no shushasentaku) - 81. «Глаза, как две лакированные чаши» (яп. 漆の器が2つ並んだような眼 Urushi no utsuwa ga futatsu naranda yō na me) - 82. «Сквозь Вселенную» (яп. アクロス ザ ユニバース Akurosu za Yunibāsu) - 83. «Простое объятие с тобой дороже футона» (яп. ただの抱擁は布団にでも託します Tada no hōyō wa futon ni de mo takushimasu) - 84. «Руки, образующие вихри» (яп. その手 乱気流 巻いて Sono te rankiryū maite) | - 85. «Даже в водостоке наша кровь будет течь порознь?» (яп. 僕らの血は下水でも分離しているだろうか Boku-ra no chi wa gesui de mo bunri shite iru darō ka) - 86. «Комета в бездне» (яп. この深淵に箒星 Kono shin'en ni hōkiboshi) - 87. «Новая звезда, лучший актёр второго плана» (яп. 新星、助演男優賞 Shinsei, joen dan'yūshō) - 88. «Дама поднимает суматоху» (яп. 淑女 大暴走 Shukujo dai bōsō) |

| - 89. «Грязная разделочная доска после сна» (яп. まな板の汚れ 夢のあと Manaita no yogore: yume no ato) - 90. «Старый год покидает душу, новый – наполняет» (яп. この魂に ゆく年くる年 Kono tamashī ni yuku toshi kuru toshi) - 91. «Лай ангела-хранителя» (яп. 守護神の遠吠えが Shugoshin no tōboe ga) - 92. «Ты принц зверей» (яп. 君は百獣のプリンス Kimi wa hyakujū no purinsu) - 93. «Убери золотые волосы с рубашки в карман» (яп. シャツに付いた金の毛をポケットに入れて Shatsu ni tsuita kin no ke wo poketto ni irete) | - 94. «Школьные☆войны зверей» (яп. ビースツ スクール☆ウォーズ Bīsutsu Sukūru Uōzu) - 95. «Капли 18-кратного концентрата» (яп. １８倍濃縮の雫 Jū-hachibai nōshuku no shizuku) - 96. «Багровая печать клятвы» (яп. 紅の断面 君に捧ぐ Beni no danmen kimi ni sasagu) - 97. «Нас накормили» (яп. 僕ら馳走にあずかった Boku-ra chisō ni azukatta) |

| - 98. «Взгляд на себя через 20 лет» (яп. ２０数年後の自分と目が合った Nijū sū nengo no jibun to me ga atta) - 99. «Черногривый лидер» (яп. 青毛の巨頭 Aoge no kyotō) - 100. «Прокол в переполненном вагоне» (яп. 満員電車がパンクすると⋯ Man'in densha ga panku suru to...) - 101. «Условия съёма: подобрать бродячую собаку» (яп. 居住条件：野良犬を拾うこと Kyojū jōken: Nora inu wo hirou koto) - 102. «Не огонь ли закоптил его тело дочерна?» (яп. 燃やし尽くした黒さなのか 彼の身体は Moyashi tsukushita kurosa na no ka: kare no karada wa) | - 103. «Посей семена – и пойдёт дождь» (яп. タネが撒かれれば雨が降る Tane ga makarere ba ame ga furu) - 104. «Смертельная доза любви со вкусом мармелада» (яп. 致死量の愛はママレード味 Chishi ryō no ai wa mamarēdo aji) - 105. «Рождённый быть пищей» (яп. 食べられる運命の男 Taberareru unmei no otoko) - 106. «Лунный свет на блестящих чешуйках» (яп. 月光をも反射してしまう鱗の瞬きよ Gekkō wo mo hansha shite shimau uroko no mabataki yo) |

| - 107. «Ревность передаётся через глаза» (яп. 三白眼に継がれし痴話 Sanpakugan ni tsugareshi chiwa) - 108. «Карибский сосед» (яп. ご近所カリビアン Gokinjo Karibian) - 109. «Бедная кислородом встреча с водяным» (яп. 酸素うすき逢瀬 人魚と Sanso usuki ōse ningyo to) - 110. «Я не знаю вкуса пива» (яп. 俺はビールの味を知らない Ore wa bīru no aji wo shiranai) - 111. «От кристальной видимости к матовому стеклу» (яп. ビー玉の視界はやがて磨りガラスに Bīdama no shikai wa yagate suri garasu ni) | - 112. «Купание в антисептическом мисте» (яп. 浴びて 解毒のミスト Abite gedoku no misuto) - 113. «Капризное тело, познавшее чистоту» (яп. 純度を知るわがままボディ Jundo wo shiru wagamama bodi) - 114. «Друг мой, могу я преклониться пред тобой?» (яп. 友よ 舌根からひれ伏してもよいか Tomo yo zekkon kara hirefushite mo yoi ka) - 115. «Единственная квартира на поверхности Луны» (яп. 今夜の我、あの子よりもウサギらしい（さぁ食べて食べて） Kon'ya no ware, ano ko yori mo usagi-rashī (Sā tabete tabete)) |

| - 116. «Танец мыслей в голове мальчика» (яп. 思考回路のＤａｎｃｉｎｇ Ｂｏｙ Shikō kairo no Danshingu Bōi) - 117. «Алтарь бета-каротина» (яп. ベータカロテンの祭壇 Bēta-karoten no saidan) - 118. «Незаряженный пулемёт» (яп. 弾を抜いた機関銃 Tama wo nuita kikanjū) - 119. «Разлитая жидкость остывает» (яп. ぬるま湯をぶち撒ければ、冷水に Nurumayu wo buchimakere ba, reisui ni) - 120. «Крик на закате словно плач новорождённого» (яп. 夕暮れの叫びは産声か Yūgure no sakebi wa ubugoe ka) | - 121. «Поднимемся по струе песочных часов» (яп. 砂時計のくびれ 君とのぼる Sunadokei no kubire: kimi to noboru) - 122. «Прислушавшись к реквиему, услышишь гимн» (яп. 鎮魂歌に耳を澄ませば賛美歌 Chinkonka ni mimi wo sumase ba sanbika) - 123. «Наши хвосты останутся перед глазами» (яп. 互いのしっぽ、脳裡に焼きつく残像のみ Tagai no shippo, nōri ni yaki tsuku zanzō nomi) - 124. «Чем больше оттенков смешаешь, тем чернее цвет» (яп. 絵の具 混色するほど黒ずむ Enogu konshoku suru hodo kurozumu) |

| - 125. «Угроза от монстра в красивой обёртке» (яп. モンスターからの脅迫状にのし飾り Monsutā kara no kefu haku jiyau ni noshi kazari) - 126. «Молитва дьявола сулит неудачи» (яп. 悪魔の祈りは、不吉なことの予兆らしい Akuma no inori wa, fukitsu na koto no yochō rashī) - 127. «Пятна неуловимого зверя перед диско-шаром» (яп. 幻獣のような斑点模様、ミラーボールの下 Genjū no yō na hanten moyō, mirābōru no shita) - 128. «Не смешивать - выделяет ядовитый газ» (яп. ガスが発生するので「混ぜるな危険」 Gasu ga hassei suru no de "mazeru na kiken") - 129. «Пробуждение от благовестного сна» (яп. 受胎告知の夢から飛び起きて Jutai kokuchi no yume kara tobi okite) | - 130. «Протез свинцового цвета с радужным переливом» (яп. 義足の鉛色、たまに虹色に光る Gisoku no namarīro, tama ni nijīro ni hikaru) - 131. «Напяленная корона из кошачьей мяты» (яп. またたびで無理やり花冠 Matatabi de muriyari kakan) - 132. «Из твоих уст моё имя звучит как посмертное» (яп. あなたの声で呼ばれるとまるで戒名のようで Anata no koe de yobareru tomaru de kaimyō no yō de) - 133. «Придёт прилив и поглотит песчаный пляж» (яп. 潮が満ちれば砂浜は呑まれるよ Shio ga michireba sunahama wa nomareru yo) |

| - 134. «Последнее прикосновение» (яп. ファイナル・コンタクト Fainaru Kontakuto) - 135. «Сладкий пар и жёлтодревесник» (яп. あまき湯けむりと青山椒 Amaki yukemuri to ao sanshō) - 136. «Погрызенная соломинка - словно линия ЭКГ» (яп. ズタズタのストロー、私たちの心電図 Zuta-zuta no sutorō, watashi-tachi no shindenzu) - 137. «Отплытие из утопии» (яп. 桃源郷からの船出 Tōgenkyō kara no funade) - 138. «21 500 лет как один миг» (яп. 刹那的２１５００年 Setsuna teki nijū-ichi go-hyaku nen) | - 139. «Вспашка поля под багровым небом» (яп. 茜射す空 畑を駆け Akanesasu sora: hata wo kake) - 140. «Режиссируя трагедию» (яп. トラジェディーにおける演技指導 Torajedī ni okeru engi shidō) - 141. «Песнь водяного в пузыре» (яп. 泡に宿して 人魚の唄 Awa ni yado shite ningyo no uta) - 142. «Звери будут жить по сто лет?!» (яп. 獣生１００年時代⁉ Jūnama hyakunen jidai!?) |

| - 143. «Худая грудь, пропускающая свет телевизора» (яп. ＴＶの光にもすかされるうすき胸 Terebi no hikari ni mosu ka sareru usuki mune) - 144. «Ваш покорный слуга кошачий» (яп. 吾輩は猫科である Wagahai wa nekoka de aru) - 145. «Тело без личной жизни» (яп. プライベートを持たぬ肉体 Puraibēto wo motanu nikutai) - 146. «В моей пустыне случилось Эль-Ниньо» (яп. 俺の砂漠にエルニーニョ現象起きた Ore no sabaku ni Eru Nīnyo genshō okita) - 147. «Вытри слюну, а потом говори слова любви» (яп. 愛の言葉はヨダレを拭いてから Ai no kotoba wa yodare wo fuite kara) | - 148. «Я думал, что разомкну глаза и увижу утро» (яп. 目が覚めたら朝はくると思っていた Me ga sametara asa kuru to omotte ita) - 149. «Второе пришествие белого лиса» (яп. 白狐再臨 Byakko sairin) - 150. «О, мой большой папочка!» (яп. オー・マイ・ビッグ・ダディ！ Ō Mai Biggu Dadi!) - 151. «Читать под "Галоп комедиантов"» (яп. 「道化師のギャロップ」をBGMにお楽しみください "Dōkeshi no gyaroppu" wo Bī Jī Emu ni wo tanoshimi kudasai) |

| - 152. «Царапины на стенах школы - мольба о помощи?» (яп. 校舎の自傷行為なのでは？壁の爪痕 Kōsha no jishōkōi na no de wa? Kabe no tsume ato) - 153. «Вой жалкого пса приятен на слух» (яп. 負け犬の遠吠え よきしらべ Makeinu no tōboe: yoki shirabe) - 154. «Профессор Джек даёт урок истории» (яп. ジャックせんせーの歴史学教室 Jakku-sensei no rekishigaku kyōshitsu) - 155. «Желток, что навсегда остаётся в сердце» (яп. 心に永遠の卵黄を Kokoro ni eien no ran'ō wo) - 156. «Бомба замедленного действия спала, посапывая» (яп. 時限爆弾は眠りをすすってたのに Jigen bakudan wa nemuri wo susutteta no ni) | - 157. «Явление Адлера без отключения света» (яп. 暗転もせず現れしアドラー Anten mo sezu arawareshi Adorā) - 158. «Неслыханные слова» (яп. 聞いたこともない言葉だが Kīta koto mo nai kotoba da ga) - 159. «Невинный: резать по линиям» (яп. 無垢だからキリトリ線に従って Muku da kara kiritori-sen ni shitagatte) - 160. «Предположительно, хороший сын» (яп. 孝行息子の疑い Kōkō musuko no utagai) |

| - 161. «Лишь истину познав» (яп. 「イフ」・ユー・ネバー・ノウ "Ifu" Yū Nebā Nō) - 162. «Полдень с хорошей женой и мудрой матерью» (яп. 良妻賢母の昼下がり Ryōsai kenbo no hirusagari) - 163. «Не смотри вниз: шерсть попадёт в глаза» (яп. 下を向くな毛先が目に入るから Shita wo mukuna kesaki ga me ni hairu kara) - 164. «Одной слезы асуры хватит с избытком» (яп. 阿修羅の涙一滴ただそれだけで Ashura no namida ichi-teki tada sore dake de) - 165. «Ответ на главу 65... ERROR» (яп. 第６５話のこたえはＥＲＲＯＲ Dai rokujūgo-wa no kotae wa erā) | - 166. «Дайте мне судьбу, что я заслуживаю» (яп. 身の丈の運命わたしにください Minotake no unmei watashi ni kudasai) - 167. «Безумная вечеринка-викторина» (яп. クレイジー・パーティー・クイズ・ショー Kureijī Pātī Kuizu Shō) - 168. «Их окончательные ответы» (яп. 両社のファイナルアンサー Ryōsha no fainaru ansā) - 169. «Кто сказал "жирафовая сосиска"?» (яп. 麒麟肉のフランクフルトなんて言ったのだれ Kirin-niku no Furankufuruto nante itta no dare) |

| - 170. «Безграничный столовый этикет» (яп. 無限のテーブルマナー Mugen no tēburu manā) - 171. «Угрожать, глядя на губы» (яп. 唇見つめて恐喝してる Kuchibiru mitsumete kyōkatsu shiteru) - 172. «Заврождественский красный» (яп. レクスマスカラーの〝赤〟 Rekusumasukarā no〝aka〟) - 173. «Тающий xxxx» (яп. 雪解けのxxxx Yuki doke no ××××) - 174. «Героический сказ о кровавых брызгах» (яп. 血飛沫飛翔英雄譚 Chishibuki hishō eiyū-tan) | - 175. «Пламя встречает бензин» (яп. ファイア・ミート・ガソリン Faia Mīto Gasorin) - 176. «Танцы света на чешуйчатых руках» (яп. 鱗腕の中 光の乱反射 Uroko ude no naka hikari no ran hansha) - 177. «Приглашение на вечерний сёрфинг» (яп. 今宵サーフィンに誘われて Koyoi sāfin ni sasowarete) - 178. «Дистанционный бой» (яп. リモート・バトル Rimōto Batoru) |

| - 179. «Мощь под каблуками» (яп. かかと直下型パワー Kaka to chokka-gata pawā) - 180. «Полная луна? Положитесь на меня» (яп. 満月なのでおまかせを Mangetsu na no de wo makase wo) - 181. «Леопардовый узор словно масляные пятна» (яп. 浮かぶ油膜のようなレオパード Ukabu yumaku no yō na reopādo) - 182. «С кем ты смотрел на тот закат по пути из школы?» (яп. あの日通学路の夕焼けを誰と見た？ Ano hi tsūgakuro no yūyake wo dare to mita?) - 183. «Планетарий для нас двоих» (яп. 俺たちだけのプラネタリウム Ore-tachi dake no puranetariumu) | - 184. «Смотрим на цветение и созревание плодов» (яп. 花が咲き実がなり僕らはそれを眺めてる Hana ga saki mi ga nari boku-ra wa sore wo nagameteru) - 185. «Спасение принца с телебашни» (яп. 電工の塔からプリンス奪還 Denkō no tō kara purinsu dakkan) - 186. «Чёрный парашют для этого дня» (яп. この日のために開く真っ黒なパラシュート Kono hi no tame ni hiraku makkuro na parashūto) - 187. «Бегать как кролик» (яп. 「脱兎のごとく」の考察 "Datto no gotoku" no kōsatsu) |

| - 188. «Подними руку, что никого не гладила» (яп. 撫でたこともない手で挙手 Nadeta koto mo nai te de kyoshu) - 189. «Роза, увядшая от избытка удобрений» (яп. 過剰な栄養剤で枯れた薔薇 Kajōna eiyōzai de kareta bara) - 190. «Станьте выдающимися» (яп. 星たちになれ Hoshi-tachi ni nare) - 191. «Если бы вы были Мелоном из 11-го "В"» (яп. もし君が２年Ｃ組のメロンくんだったなら Moshi kimi ga ni-nen shī-gumi no Meron-kun datta nara) - 192. «Путь зла» (яп. 悪の獣道 Aku no kemonomichi) | - 193. «Кусочек твоего мира» (яп. パート オブ ユア ワールド Pāto obu Yua Wārudo) - 194. «Вечность до последнего потемневшего окна» (яп. すべての窓が暗くなるまでの永遠 Subete no mado ga kuraku naru made no eien) - 195. «Последняя дуэль млекопитающих» (яп. 哺乳類最後の一騎打ち Honyūrui saigo no ni-ki uchi) - 196. «История волка и крольчихи» (яп. オオカミとウサギの話 Ōkami to usagi no hanashi) |

### Аниме
В 10-м выпуске 2019 года Weekly Shōnen Champion было объявлено, что Beastars получит экранизацию в виде аниме-сериала. За адаптацию взялась студия Orange. Режиссёром стал Синъити Мацуми, сценаристом — Нанами Хигути. За дизайн персонажей отвечал Нао Оцу, а музыка была написана Сатору Косаки. Начальная композиция Wild side была исполнена ALI, а все завершающие — Le zoo, Sleeping instinct, Marble и Floating Story on the Moon — YURiKA.
Премьера сериала прошла с 8 октября по 26 декабря 2019 года на канале Fuji TV в блоке +Ultra других. За пределами Японии сериал вышел в сервисе Netflix 13 марта 2020 года. Первый сезон состоит из 12 серий.
В конце показа был анонсирован выход второго сезона. Он был также создан студией Orange, его премьера на Netflix в Японии состоялась 5 января 2021 года, показ на телевидении начался 7 января 2021 года, для всего остального мира он станет доступен в сервисе Netflix в июле 2021 года. 7 декабря 2021 года студия Orange объявила, что 3 сезон станет заключительным. Премьера 3-го сезона состоялась на Netflix в 2024 году.
ALI исполнили вступительную песню сериала «Wild side», а Юрика исполнила заключительные песни сериала «Le zoo» (эпизоды 2, 5, 8 и 9), «Sleeping instinct» (эпизоды 3, 7 и 10), «Marble» (эпизоды 4, 6 и 11) и «Floating Story on the Moon» (эпизод 12). Вступительной песней второго сезона является «Kaibutsu» (яп. 怪物 «Monster»), а заключительной - «Yasashii Suisei» (яп. 優しい彗星, «Comet»). Обе песни исполняет Yoasobi.

#### Список серий
| 01 | Луна и чудовище «Мангэцу ва тэрасу кэмоно о эрандэру» (満月は照らす獣を選んでる)                         | 1—4       | Синъити Мацуми  | Нанами Хигути | 8 октября 2019  |
| Убийство травоядного животного растревожило академию Черритон. Подозрение пало на серого волка Легоши. Карликовый кролик Хару борется с издевательствами одноклассников.         | |           |                 |               |                 |
| 02 | Важные птицы «Гакуэн но синдзобу ва тэйэн ни ари» (学園の心臓部は庭園にあり)                             | 5—8       | Ясухиро Гэси    | Нанами Хигути | 17 октября 2019 |
| Легоши обдумывает свои свирепые действия; ссора за завтраком расстраивает его еще больше. Студенты театра готовятся к спектаклю.                                                 | |           |                 |               |                 |
| 03 | Рождение волка «Осуоками сюссэй но токи» (オスオオカミ 出生のとき)                                       | 9—12      | Макото Сокудза  | Нанами Хигути | 24 октября 2019 |
| Общение Хару и Легоши заканчивается крайне неловко. За два дня до представления школьная газета выясняет, что скрывает Луи.                                                      | |           |                 |               |                 |
| 04 | Отдать всего себя «Кими ва сэйхай мадэ фуякаситэ» (君は聖杯までふやかして)                               | 13—16     | Ацуси Юкава     | Нанами Хигути | 31 октября 2019 |
| Театральный кружок меняет актерский состав после последнего спектакля. Вышедший на сцену, Легоши сталкивается с новым ведущим актером и опасной проблемой.                       | |           |                 |               |                 |
| 05 | У каждого своя правда «Сиппо но ёрорэ ни мо рию о мидасу отосигоро» (しっぽの汚れにも理由を見出すお年頃) | 17—19     | Ясухиро Гэси    | Нанами Хигути | 7 ноября 2019   |
| После последнего выступления Легоши получает дурную славу из-за хаотичной, но успешной игры при поддержке Джека. У Хару и Луи происходит тайная встреча.                         | |           |                 |               |                 |
| 06 | Сон или реальность? «Сикай но нидзими ка уцуцу ка» (視界の滲み 夢か現か)                                 | 21—25     | Макото Сокудза  | Нанами Хигути | 14 ноября 2019  |
| После очередного убийства травоядные попадают в кампус. В городе хищники театрального кружка оказываются в тенистом районе для взрослых мясоедов.                                | |           |                 |               |                 |
| 07 | Что таится внутри «Сэйфуку то химо но соно мата сита но» (制服と被毛のそのまた下の)                      | 20, 26—28 | Кэнсукэ Ямамото | Нанами Хигути | 21 ноября 2019  |
| Тайна любимого обеда Легоши разгадана. Хару вспоминает свою первую встречу с уязвимым Луи, у которого, однако, есть невеста.                                                     | |           |                 |               |                 |
| 08 | Будто травинка между клыков «Кэнси ни итоёдзи хиккакэру ё ни» (犬歯に糸ようじひっかけるように)           | 29—32     | Ясухиро Гэси    | Нанами Хигути | 28 ноября 2019  |
| Легоши предлагает сопроводить Хару домой; по дороге она пытается подружиться с ним, не подозревая о его вине. Джуно раскрывает карты.                                            | |           |                 |               |                 |
| 09 | В логово льва «Эрэбэта сайдзёкай но сэнрицу» (エレベーター最上階の戦慄)                                  | 33—36     | Макото Сокудза  | Нанами Хигути | 5 декабря 2019  |
| Луи вспоминает свое душераздирающее прошлое, Легоши дает личную клятву, несмотря на противоречивые чувства. Тем временем хищники похищают Хару, чтобы скормить главарю Сисигуми. | |           |                 |               |                 |
| 10 | Волк в овечьей шкуре «Ватагэ, ти но хатэ мадэ оу нараба» (綿毛、地の果てまで追うならば)                  | 37—40     | Дайки Като      | Нанами Хигути | 12 декабря 2019 |
| Легоши рискует своей жизнью, чтобы найти Сисигуми. Друг помогает ему контролировать своего внутреннего зверя, чтобы он мог спасти Хару.                                          | |           |                 |               |                 |
| 11 | Навстречу неоновым огням «Юки юкитэ нацу но нэон мати» (ゆきゆきて 夏のネオン街)                         | 41—44     | Ясухиро Гэси    | Нанами Хигути | 19 декабря 2019 |
| Свирепый Легоши сеет хаос, чтобы спасти Хару, в то время как неизвестный союзник помогает им сбежать. Впоследствии происходят некоторые неловкие ситуации.                       | |           |                 |               |                 |
| 12 | После бури «Каран но усиро сугата» (夏嵐の後ろ姿)                                                        | 44—48, 53 | Синъити Мацуми  | Нанами Хигути | 26 декабря 2019 |
| Хару и Легоши возвращаются в школу после странной ночи. Поскольку фестиваль начинается, Джуно бросает вызов Хару за привязанность Легоши.                                        | |           |                 |               |                 |

| Сезон 2 (2021) | Сезон 2 (2021) | Сезон 2 (2021) | Сезон 2 (2021)               | Сезон 2 (2021) | Сезон 2 (2021) | Сезон 2 (2021)      |
| № серии | № в сезоне     | Заглавие | Экранизированные главы манги | Режиссёр       | Сценарист      | Трансляция в Японии |
| --- | -------------- | --- | ---------------------------- | -------------- | -------------- | ------------------- |
| 13 | 01             | Сколько раз подросток выключает будильник? «Сёнэн но мэдзамэ ва нандомэ но араму ка» (少年の目覚めは何度目のアラームか) | 50, 52, 54                   | Миэ Ойси       | Нанами Хигути  | 7 января 2021       |
| Начало нового триместра. Легоши начинает беспокоиться за свои отношения с Хару. Луи возвращается, но решает уйти из театрального кружка. Тем временем прошёл слух о том, что по школе бродит призрак.                                                               |                | |                              |                |                |                     |
| 14 | 02             | Серая полицейская овчарка «Хаи:ро но кэйсацукэн ториаэдзу хаситтэру» (灰色の警察犬とりあえず走ってる)                   | 50, 53—56                    | Ясухиро Гэси   | Нанами Хигути  | 14 января 2021      |
| На Межвидовом собрании поднимается вопрос о том, кто станет следующим Выдающимся зверем в Черритоне. Рокуме поручает Легоши найти убийцу Тэма. А Луи становится новым главарём Сисигуми.                                                                            |                | |                              |                |                |                     |
| 15 | 03             | Перемены «Сонъна намари о нодо ни цумарасэтэ» (そんな鉛を喉に詰まらせて)                                                | 51, 58—59                    | Макото Сокудза | Нанами Хигути  | 21 января 2021      |
| Легоши продолжает расследование убийства Тэма. На смену Луи в театральный кружок приходит новый актёр, чрезмерная самоуверенность которого сбивает с толку членов кружка. Из-за слухов о «той ночи» Легоши подумывает о том, чтобы держаться от Хару на расстоянии. |                | |                              |                |                |                     |
| 16 | 04             | Путаница «Ми о ёсэтара кэ га карамвттэ симау кара» (身を寄せたら毛が絡まってしまうから)                                 | 56, 60—62, 64                | Даики Като     | Нанами Хигути  | 28 января 2021      |
| После нападения неизвестного для Легоши оставаться в академии небезопасно. Поэтому он отправляется к Гоухину, чтобы научиться у него драться. Влияние Сисигуми продолжает расти. К Луи приходит неожиданный посетитель.                                             |                | |                              |                |                |                     |
| 17 | 05             | Называй вещи своими именами «Сиро ва морокуро но нака дэ мо сирой мама» (白はモノクロの中でも白いまま)                  | 57, 62—63, 65                | Миэ Ойси       | Нанами Хигути  | 4 февраля 2021      |
| Джуно навещает Луи в гетто и уговаривает его вернуться. Легоши меняет внешность для маскировки и каждую ночь тренируется у Гоухина, не забывая и про учёбу в академии днём.                                                                                         |                | |                              |                |                |                     |
| 18 | 06             | Спасайся «Тобэ хакай со» (飛べ 破戒僧)                                                                                  | 65—69                        | Кэйя Саито     | Нанами Хигути  | 11 февраля 2021     |
| Луи заставляет отца подписать документы об уходе из академии. Легоши достигает совершенства на тренировках Гоухина и делает Хару предложение. |                | |                              |                |                |                     |
| 19 | 07             | Незабываемая сладость «Мицудзукэ но киоку» (蜜漬けの記憶)                                                               | 71—72, 77—78                 | Рёсукэ Сибуя   | Нанами Хигути  | 18 февраля 2021     |
| Легоши разоблачает убийцу Тэма, но не решается его сдать. Театральный кружок находится на грани роспуска. |                | |                              |                |                |                     |
| 20 | 08             | Смех над собственной тенью «Хикари о абитара сируэтто но тигай о варао» (光を浴びたらシルエットの違いを笑おう)          | 68, 70, 79—80                | Миэ Ойси       | Нанами Хигути  | 25 февраля 2021     |
| Пока Легоши и Луи добиваются успехов на чёрном рынке, Хару, Джуно и Шейла пытаются наладить хорошие взаимоотношения в академии. |                | |                              |                |                |                     |
| 21 | 09             | Сломанный вентилятор «Букковарэтэру сэпуки» (ぶっ壊れてる扇風機)                                                        | 65—66, 69, 74—76, 81         | Кэйя Сайто     | Нанами Хигути  | 4 марта 2021        |
| По стечению обстоятельств, на чёрном рынке пути Легоши и Луи пересекаются, что дало им шанс выяснить друг с другом отношения. В театральном кружке обстановка вокруг убийцы постепенно накаляется.                                                                  |                | |                              |                |                |                     |
| 22 | 10             | Беспокойство шефа «Сэфу но кимагурэ сасупэнсу» (シェフの気まぐれサスペンス)                                             | 83—85, 87, 89, 93            | Макото Сокудза | Нанами Хигути  | 11 марта 2021       |
| Убийца хочет заставить Легоши и Пину замолчать по-хорошему или по-плохому. Однако эти двое дают невероятный и сильный отпор. |                | |                              |                |                |                     |
| 23 | 11             | Размытые границы «Аната но ринрун фуримайтэ» (あなたの鱗粉振りまいて)                                                   | 82, 88—92                    | Дайки Като     | Нанами Хигути  | 18 марта 2021       |
| Наступает последний день года и противники (Легоcи и убийца) активно и серьёзно готовятся. Луи принимает неожиданное для Ибуки решение. |                | |                              |                |                |                     |
| 24 | 12             | Вкус революции «Какумэй но тисо» (革命の馳走)                                                                           | 92—99                        | Синъити Мацуми | Нанами Хигути  | 25 марта 2021       |
| Начинается битва между Легоcи и убийцей. Убийца лидирует, но к Легоcи подоспевает неожиданная и приятная помощь. |                | |                              |                |                |                     |

### Театральная постановка
4 декабря 2019 года в первом номере журнала Weekly Shōnen Champion за 2020 год было объявлено, что находится в разработке основанная на манге театральная постановка. Премьера была запланирована на апрель 2020 года, и спектакли должны были идти до мая в Токио и Осаке. Позже она была отменена из-за пандемии COVID-19.

## Отзывы
В декабре 2017 года манга заняла второе место в справочнике Kono Manga ga Sugoi! лучших манг 2018 года, ориентированных на мужскую аудиторию, уступив только «Обещанной стране грёз».
Манга выиграла 11-ю ежегодную премию Манга Тайсё и награду «Новое лицо» на церемонии вручения Japan Media Arts Festival в марте 2018 года, в апреле — культурную премию Осаму Тэдзуки в категории «Новая жизнь», в мае — награду как лучшая сёнэн-манга на 42-й ежегодной премии манги Коданся.